# Sifrá
Sifrá (em hebraico: שִׁפְרָה šiᵽrâ) foi uma das duas parteiras que ajudaram a evitar o genocídio de crianças hebreias pelos egípcios, de acordo com Êxodo 1:15–21.

## Interpretações do Midrash
O comentário do rabino judeu do século XI Rashi sobre o Talmude na passagem de Êxodo identifica Sifrá com Joquebede, a mãe de Moisés, e Puá com Miriã, irmã de Moisés, fazendo com que as duas parteiras fossem mãe e filha, respectivamente.
Comentaristas têm interpretado o episódio Êxodo 1:20–21 de várias maneiras. Alguns estudiosos argumentam que as duas metades de cada verso são paralelas, de modo que fossem os israelitas ("que se multiplicaram e cresceram muito"), para quem Deus "fez casas". Isso se encaixa com a referência em Êxodo 1:1 aos filhos de Israel que desceram ao Egito, cada um com sua 'casa'. No entanto, como observa Jonathan Magonet, a visão mais comum é que as casas eram para as parteiras - "casas" aqui sendo entendida como "dinastias". O pensamento rabínico tem entendido isto como as casas de kehunah (sacerdócio), leviyah (assistentes dos sacerdotes), e realezas - este último interpretado como vindo de Miriã.

## Outras interpretações
Se a Sifrá no documento de Brooklyn é a mesma que na Bíblia, ou uma contemporânea próxima, então o Faraó do Êxodo deve ser o de nome Dudimose ou Tutimaios. No entanto, Sifrá é descrita em tradições judaicas como não sendo escravizada, antes contratada pelo faraó, e depois foi salva da escravidão durante todo o tempo no Egito. Se essa interpretação estiver correta, então a Sifrá na lista pode ser uma outra mulher de mesmo nome. Outras possibilidades são de que Sifrá pode ter sido primeiro uma escrava e, em seguida, liberta. Ou que as tradições judaicas não pode voltar no tempo o suficiente para ser autêntico.
Francine Klagsbrun disse que a recusa de Sifrá e sua colega Puá de seguir as instruções genocidas do faraó "pode ser o primeiro incidente conhecido de desobediência civil da história" (Vozes da Sabedoria, ISBN 0-394-40159-X). Jonathan Magonet concorda, chamando-os de os "mais antigos e, em alguns aspectos, os mais poderosos, exemplos de resistência a uma ditadura".
O nome significa "melhor" ou "belo" (em hebraico moderno, leshaper significa "melhorar").

## Conexões com achados arqueológicos do Egito
O nome é encontrado em uma lista de escravos no Egito durante o reinado de Sebecotepe III. Esta lista está no Brooklyn 35.1446, um rolo de papiro mantido no Museu do Brooklyn. O nome é escrito šp-ra e significa "ser justo" ou "belo". O nome pode estar relacionado a, ou até ser o mesmo que Safira em aramaico e (até ligeiras adaptações morfológicas) como Safira, o nome da parteira hebreia. O nome da segunda parteira, Puá, é um nome cananeu, que significa "moça" ou "menina". 